# شاد زندگی کن
شاد زندگی کن (به هندی: Jugjugg Jeeyo) یا زندگی طولانی داشته باشید (به انگلیسی: Live a long life) فیلمی هندی محصول سال ۲۰۲۲ و به کارگردانی راج محتا است. در این فیلم بازیگرانی همچون نیتو سینگ، آنیل کاپور، وارون دهاوان، کیارا ادوانی، مانیش پال، پراژکتا کولی و تیسکا چوپرا ایفای نقش کرده‌اند.